# Trî Kopți (Oleksandria), Rivne
Trî Kopți (în ucraineană Три Копці) este un sat în comuna Oleksandria din raionul Rivne, regiunea Rivne, Ucraina.

## Demografie
Componența lingvistică a localității Trî Kopți
     Ucraineană (100%)
Conform recensământului din 2001, toată populația localității Trî Kopți era vorbitoare de ucraineană (100%).